# Palamuste
Palamuste – wieś w Estonii, prowincji Valga, w gminie Puka.